# 1374
Évszázadok: 13. század – 14. század – 15. század
Évtizedek: 1320-as évek – 1330-as évek – 1340-es évek – 1350-es évek – 1360-as évek – 1370-es évek – 1380-as évek – 1390-es évek – 1400-as évek – 1410-es évek – 1420-as évek
Évek: 1369 – 1370 – 1371 – 1372 –  1373 – 1374 – 1375 – 1376 – 1377 – 1378 – 1379

## Események
- Moldva és Havasalföld elismerik a török szultánt hűbéruruknak.
- A pápa keresztes hadjáratra szólítja fel I. Lajos magyar és lengyel királyt, de a hadjárat elmarad.
- április 2. – A Lusignan-házi Leó örmény királlyá választása V. Leó néven Sziszben. Az új király távollétében az államfői funkciókat régensként Korikoszi Mária özvegy örmény királyné, az idősebb Mária királyné és Lusignan Bertalan, az új király unokatestvére látja el. (V. Leó 1375-ig uralkodik).
- július 26. – V. Leó örmény király megérkezik Sziszbe, és átveszi az uralkodói hatalmat a régensektől.
- szeptember 14. –
  - V. Leó örmény királyt és feleségét, Soissons Margit királynét Kis-Örményország fővárosában, Sziszben királlyá és királynévá koronázzák.
  - Oghruy Mária özvegy örmény királyné, az ifjabb Mária királyné Sziszben feleségül megy Matthieu Chappes ciprusi lovaghoz V. Leó örmény király koronázása alkalmából
- szeptember 17. – Nagy Lajos kiadja a kassai privilégiumot,[1] melyben a leányági örökösödés elismerése fejében bővíti a lengyel nemesség előjogait

## Születések
- február 18. – Hedvig lengyel királynő († 1399)
- 1374 körül – Jacopo della Quercia itáliai szobrász († 1438)

## Halálozások
- július 18. – Francesco Petrarca itáliai reneszánsz költő, humanista (* 1304)
- 1374 – Ni Can kínai festő (* 1301)

## Európai időjárás
Az évezred legesősebb tele a feljegyzések szerint, három pusztító árvíz Nyugat- és Közép-Európában.